# نيفورتوينول
نيفورتوينول Nifurtoinol (الاسم التجاري Urfadyn), ويعرف أيضا باسم (hydroxymethylnitrofurantoin). عبارة عن دواء ذو اسم دولي غير مسجل الملكية. هو مضاد حيوي مشتق من النتروفوران مستخدم في علاج التهابات المسالك البولية. يستخدم لطائفة من الجراثيم ولمعظم مسببات أمراض المسالك البولية إيجابية الغرام وسلبية الغرام.

## آلية العمل
من المواد القادرة على قتل العوامل المسببة لإلتهابات المسالك البولية أو منعها من الانتشار. له آلية عمل الالنتروفوران نفسها. وهو قاتل للجراثيم إيجابية الغرام وسلبياته التي تسبب الامراض. ومن المعتقد أنه يعمل عن طريق التشابك مع الحمض النووي

## الجرعة
يعطى لغاية 300 ملغ خلال اليوم على جرعات مجزأة.

## موانع الاستعمال
- الفشل الكلوي الحاد.
- فرط الحساسية للنتروفوران.
- عوز الأنزيم G6PD.
- الحمل.
- البورفوريا.
- الرضع دون ال3 أشهر.

## الآثار الجانبية
- اضطرابات عصبية.
- اضطرابات في الجهاز الهضمي.
- تفاعلات حساسية.
- سمية كبدية.
- اضطرابات دموية.[10]

## التداخلات الدوائية
- قد يحصل تأثير معاكس مع Quinolone antibacterials.
- يقل اطراحه مع البروبنسيد وسولفين بيرازون
- يقل امتصاصه مع المغنيزيوم تري سيليكات.
- ينقص من فاعلية مانعات الحمل الفموية.